# Kopciuszek (film 2021)
Kopciuszek (ang. Cinderella) – amerykańsko-brytyjski film muzyczny z 2021 roku, którego reżyserką i scenarzystką jest Kay Cannon. Wyprodukowany przez Jamesa Cordena, Leo Pearlmana, Jonathana Kadina i Shannon McIntosh dla Sony Pictures Entertainment i Fulwell 73. Inspirowany baśnią Charles’a Perraulta. W filmie wystąpili: Camila Cabello w tytułowej roli jako Ella, Nicholas Galitzine jako książę Robert, Idina Menzel jako macocha, Pierce Brosnan jako król, Minnie Driver jako królowa i Billy Porter jako wróżka.
Film miał swoją prapremierę 30 sierpnia 2021 w Los Angeles, a cztery dni później trafił na platformę Prime Video. Spotkał się z chłodnym przyjęciem wśród krytyków oraz zyskał wynik 42% w serwisie Rotten Tomatoes.

## Fabuła
Ella po śmierci ojca trafia pod opiekę macochy Vivian i jej dwóch córek, Malvolii i Narissy, które złośliwie przezywają ją Kopciuszkiem. Jest ambitną dziewczyną, która marzy o podróżowaniu i stworzeniu własnej linii sukienek. Jej plany nie są jednak traktowane poważnie w patriarchalnym społeczeństwie. W tym czasie wyniosły król Rowen i poczciwa królowa Beatrice planują ożenić syna, księcia Roberta, by ten mógł przejąć koronę. Ten jednak nie jest zainteresowany objęciem władzy, w przeciwieństwie do swojej siostry, księżniczki Gwen, która jednak nie jest traktowana przez ojca jako potencjalna kandydatka na władcę. W trakcie, gdy król ogłasza ludowi organizację królewskiego balu, na który zaproszone jest całe królestwo, książę Robert zwraca uwagę na Ellę. Następnego dnia spotyka się z nią na rynku i kupuje od niej jedną z sukni. Zachęca ją także do przyjścia na bal, gdzie mogłaby poznać ludzi zainteresowanych kupnem jej kreacji.
W dniu balu macocha uniemożliwia Elli pójście na bal i jednocześnie obwieszcza, że jej ręka została zarezerwowana przez Thomasa, lokalnego handlarza warzywami. Z pomocą Bajecznej Matki Chrzestnej, która wyczarowuje jej piękną suknię i szklane pantofelki, dziewczyna jednak udaje się na bal. Na miejscu spotyka królową Tatianę, która – zachwycona zaprojektowaną przez nią suknią – proponuje jej spotkanie w sprawie współpracy, na które umawiają się następnego dnia na rynku. Wkrótce spotyka księcia Roberta, który przedstawia jej swoją siostrę, księżniczkę Gwen, mającą na sobie sukienkę wcześniej kupioną przez niego na rynku. Po chwili oświadcza się Elli, jednak ta odrzuca zaręczyny, ponieważ chce skupić się na własnej karierze. O północy Ella ucieka z pałacu, a po drodze zrzuca szklany pantofelek. 
Następnego dnia Vivian opowiada Elli swoją historię; wyjawia, że też kiedyś była ambitną dziewczyną i spełniała się jako pianistka amatorka, jednak po powrocie z prestiżowej szkoły muzycznej mąż zażądał od niej rozwodu i porzucił z dwiema córkami. Wychodząc z pokoju, odkrywa, że to Ella była tajemniczą dziewczyną z balu, po czym zachęca ją, by poślubiła księcia. Kiedy Ella odmawia, Vivian oddaje ją Thomasowi. W drodze na spotkanie z przyszłym mężem dziewczyna ucieka z powozu i biegnie w kierunku rynku.
W tym czasie król Rowan przeprowadza poważną rozmowę z królową Beatrice, która uświadamia mu, że najważniejsza w życiu jest miłość, a nie władza. Król informuje syna, że może poślubić kobietę, w której jest zakochany, a nie zamożną księżniczkę, która była mu zarezerwowana na żonę. W trakcie poszukiwań Elli spotyka ją biegnącą w kierunku rynku. Zakochani wyznają sobie miłość, po czym udają się na spotkanie z królową Tatianą, która podejmuje współpracę z Ellą.
Książę Robert przedstawia Ellę rodzicom, po czym informują ich, że na razie nie chcą brać ślubu, bo wolą podróżować po świecie. Król obwieszcza, że koronę przekazuje księżniczce Gwen.

## Obsada
- Camila Cabello jako Kopciuszek
- Idina Menzel jako macocha, Vivian
- Nicholas Galitzine jako książę Robert
- Minnie Driver jako królowa Beatrice
- Pierce Brosnan jako król Rowan
- Billy Porter jako Bajeczna Matka Chrzestna
- James Corden jako szczurek James
- James Acaster jako szczurek John
- Romesh Ranganathan jako szczurek Romesh
- Maddie Baillio jako Malvolia
- Charlotte Spencer jako Narissa
- Rob Beckett jako Thomas Cecil, handlarz warzywami
- Tallulah Greive jako księżniczka Gwen
- Beverley Knight jako królowa Tatiana
- Doc Brown jako wołacz miejski

## Produkcja
W kwietniu 2019 wytwórnia Columbia Pictures potwierdziła prace nad musicalem, którego fabuła będzie luźno oparta na baśni o Kopciuszku. Pomysłodawcą projektu był James Corden, a reżyserią i stworzeniem scenariusza zajęła się Kay Cannon. Jednocześnie ogłoszono, że tytułową rolę w filmie zagra piosenkarka Camila Cabello, dla której był to debiut aktorski; umiejętności pracy przed kamerą szkoliła pod okiem reżysera Anthony’ego Meindla. W październiku ogłoszono, że do roli wróżki chrzestnej przymierzany jest Billy Porter, a do roli macochy – Idina Menzel. Oboje zostali wkrótce potwierdzeni jako członkowie obsady. W grudniu ogłoszono, że króla zagra Pierce Brosnan. W maju 2021 ogłoszono, że w obsadzie znajdą się także: Minnie Driver, James Corden, John Mulaney, Charlotte Spencer, Maddie Baillio i Romesh Ranganathan.
Kreacje dla bohaterów zaprojektowała Ellen Mirojnik, a pantofelki dla głównej bohaterki zostały wykonane na zamówienie przez firmę Jimmy Choo.
Zdjęcia do filmu rozpoczęły się 13 lutego 2020, po czym w marcu zostały zawieszone z powodu pandemii COVID-19, a następnie wznowione w sierpniu i zakończone 30 września 2020. Zdjęcia nakręcono w Blackpool oraz na terenie rezydencji Waddesdon Manor w Waddesdon i Blenheim Palace w Woodstock. 
Premiera filmu planowana była na 5 lutego 2021, jednak z powodu pandemii COVID-19 została przełożona najpierw na 16 lipca, następnie na wrzesień.
13 maja 2021 Amazon Prime Video zaprezentował pierwsze fotosy z planu filmu, a w sierpniu – oficjalny zwiastun filmu. W filmie wykorzystane zostały klasyczne popowe przeboje (m.in. „Material Girl” Madonny, „Rhythm Nation” Janet Jackson i „You Gotta Be” Des’ree) oraz nowe piosenki (m.in. „Million to One”) w interpretacji członków obsady. Premiera ścieżki dźwiękowej zostanie opublikowana 3 września.